# Bitwa pod Pułtuskiem (1939)
Bitwa pod Pułtuskiem miała miejsce w dniach 6–7 września 1939 roku podczas kampanii wrześniowej.
Bitwę stoczyła załoga przedmościa Pułtusk pod dowództwem majora Jana Kazimierza Mazura z oddziałami niemieckiej 3 Armii. Pierwszy atak pod Pułtuskiem Niemcy podjęli 6 września – został on jednak odparty. Kolejny atak 7 września pozwolił Niemcom uchwycić niewielki przyczółek na Narwi. Wkrótce jednak żołnierze Polscy wyparli Niemców za rzekę. Wieczorem wojska polskie na rozkaz wyższego dowództwa wycofały się, opuszczając Pułtusk bez walki.